# Gary Collier
Gary Collier, (nacido el 8 de octubre de 1971 en Fort Worth,  Texas) es un exjugador de baloncesto estadounidense. Con 1.93 de estatura, su puesto natural en la cancha era el de escolta.